# バートゥオク県

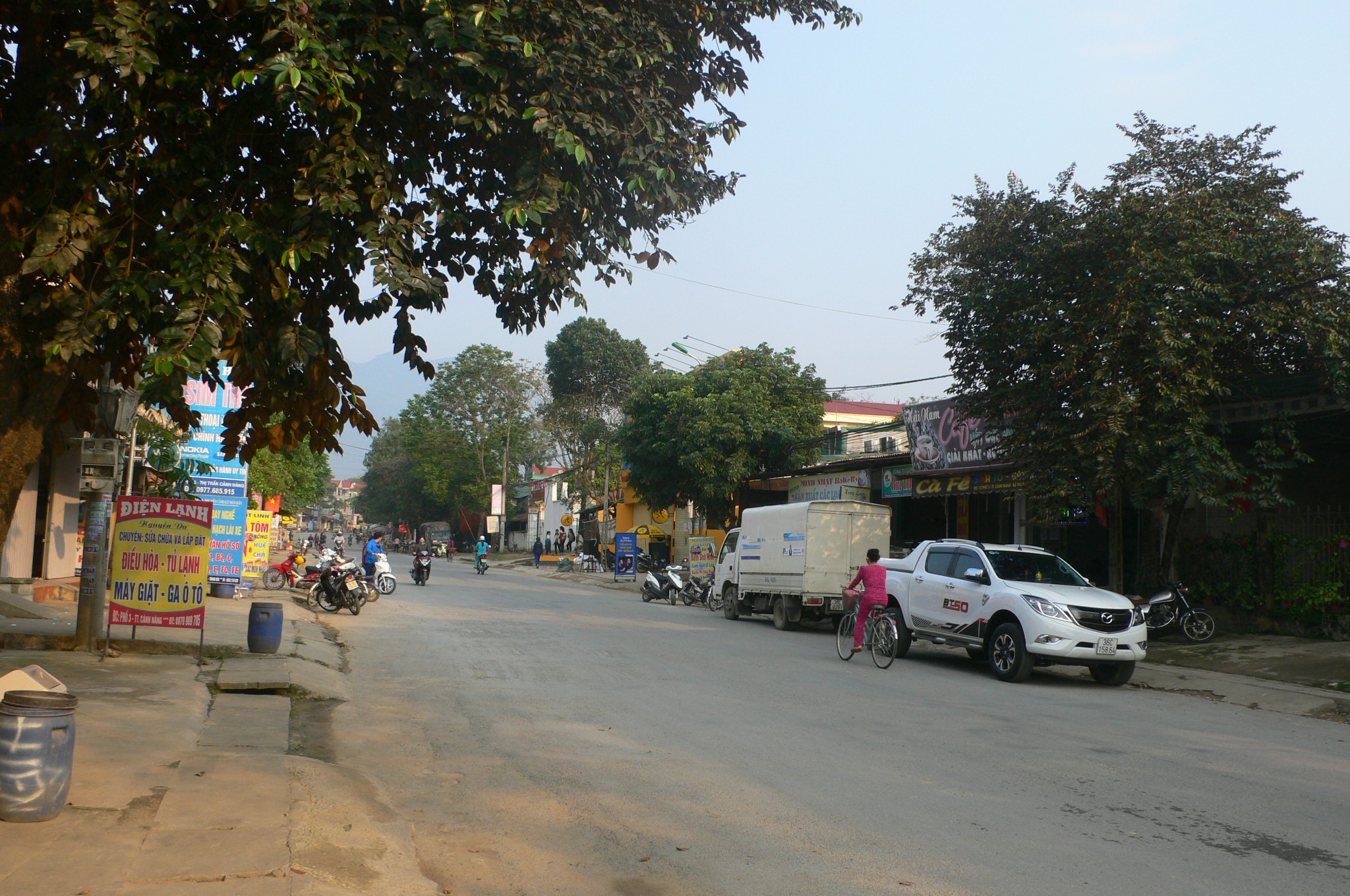

バートゥオク県（バートゥオクけん、ベトナム語：Huyện Bá Thước / 縣伯爍?）は、ベトナム社会主義共和国タインホア省の県。面積は774.2km²、人口は105,000人（2018年）である。

## 行政区画
1市鎮20社を管轄する。